# Omar Shiha
Omar Mohamed Shiha, född 3 februari 1999, är en norsk boxare. 
Shiha har tagit tre guld i nordiska mästerskapen (2020, 2021 och 2025). Han blev uttagen att tävla vid olympiska sommarspelen 2024 i Paris. Vid OS 2024 blev Shiha utslagen i åttondelsfinalen i supertungvikt av uzbekiske Bakhodir Jalolov.